# Тимохино (Кадуйский район)
Тимохино — деревня в Кадуйском районе Вологодской области.
Входит в состав сельского поселения Семизерье (до 2015 года входила в Барановское сельское поселение), с точки зрения административно-территориального деления — в Барановский сельсовет.
Расстояние по автодороге до районного центра Кадуя — 75 км, до центра сельсовета деревни Барановская — 3 км. Ближайшие населённые пункты — Ларионовская, Торки, Турпал.
По переписи 2002 года население — 28 человек (11 мужчин, 17 женщин). Преобладающая национальность — русские (96 %).